# Abraham Gagnebin
Pour les articles homonymes, voir Gagnebin.
Abraham Gagnebin, né à Renan le 29 août 1707 et décédé à La Ferrière le 23 avril 1800, est un médecin et naturaliste suisse.

## Biographie
Il a effectué ses études de médecine à l'Université de Bâle de 1721 à 1725. Il passe ensuite quelques années à La Ferrière, puis passe six ans comme médecin dans un régiment de mercenaires au service de la France, de 1728 à 1734. Il en profite pour enrichir sa collection botanique.
En 1735, il revient à La Ferrière où il exerce comme médecin. Il consacre également son temps à sa passion des sciences. À la fois chirurgien, botaniste, géologue et météorologue, il est en contact avec de grands savants — Jussieu, Réaumur, Albrecht von Haller — et consacre son temps à la botanique, à la minéralogie, à la zoologie. En 1765, il accueille Jean-Jacques Rousseau, exilé à l’île Saint-Pierre, pour une excursion botanique à La Ferrière d'une durée de deux semaines.
Il écrit quelques ouvrages parmi lesquels un catalogue des plantes du comté de Neuchâtel et de l’Évêché de Bâle et collabore à diverses publications scientifiques. Il a utilisé la taxonomie binominale de Carl von Linné, son contemporain.
Avec son frère Daniel, il aménage un cabinet de curiosités dans sa maison de La Ferrière. On y voit des minéraux, des coquillages, des insectes, des animaux empaillés, des herbiers et des curiosités pour l’époque : une défense d’éléphant, une mâchoire de loup, un veau marin, un fragment de momie… La pièce de choix, c’est un fossile d'étoile de mer trouvée à La Ferrière, seul exemplaire du genre alors découvert en Europe dont il fait une description précise dans un article, et qui porte le nom d’Ophiura gagnebini.
À sa mort, le 23 avril 1800, Abraham Gagnebin a acquis une grande renommée scientifique. La maison où il a résidé toute sa vie existe aujourd’hui encore à La Ferrière. Une plaque commémorative rappelle les mérites du savant et de son frère, qui a partagé la même passion des sciences naturelles.

## Contributions
Abraham Gagnebin fut le premier à observer le bouleau nain dans les contrées suisses, découverte dont il fait part dans un article publié dans la revue Acta Helvetica et dont il liste dix stations toujours connues de nos jours,. Dans le même périodique, il détailla la taxonomie et la synonymie de l'Ophris minima que l'on nomme aujourd'hui Neottia cordata ainsi que les différents systèmes de classification des auteurs botaniques.

## Travaux

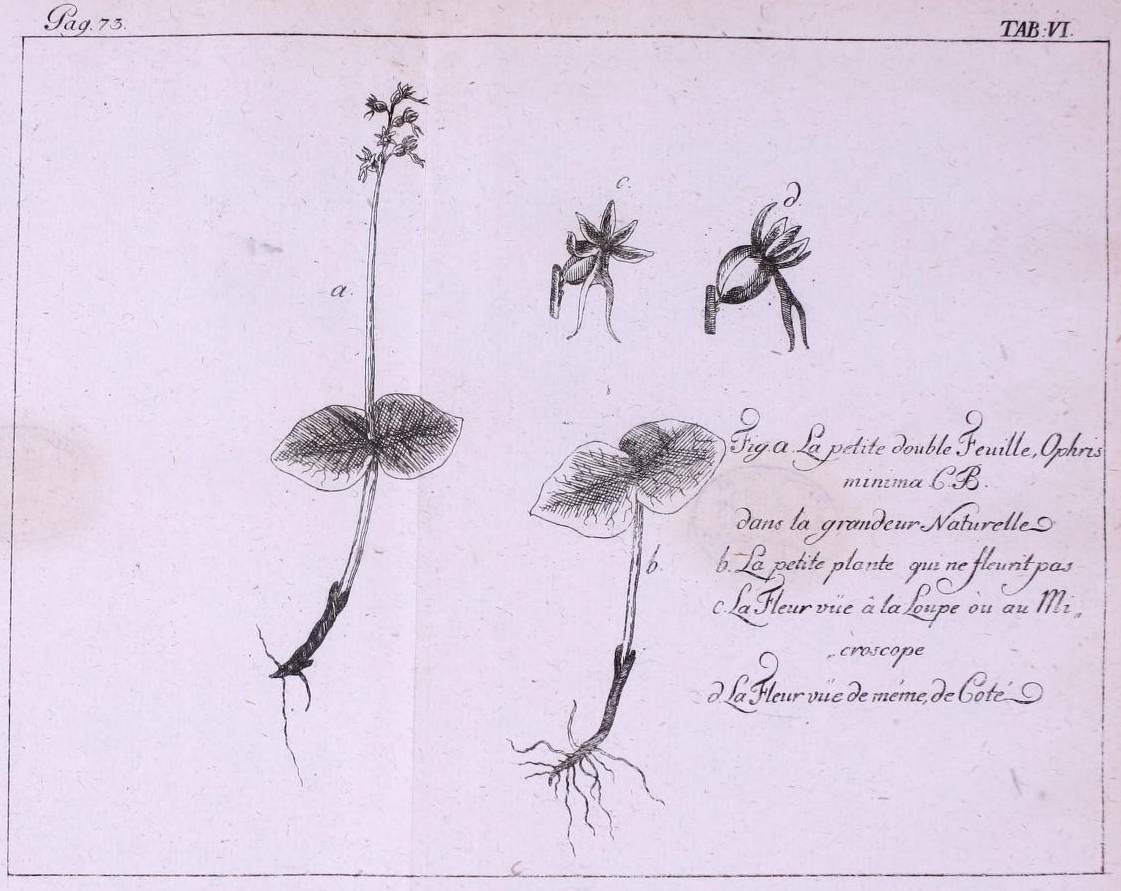
Planche historique dOphris minima (Neottia cordata) dessinée par Abraham Gagnebin

Louis Bourguet et Pierre Cartier (en collaboration avec Abraham Gagnebin), Traité des pétrifications : avec figures, Paris, Briasson, 1742, 405 p. (lire en ligne)
Abraham Gagnebin, « Description du bouleau nain, ou petit bouleau », Acta Helvetica Physico-Mathematico-Anatomico-Botanico-Medica, vol. 1,‎ 1751, p. 58-61 (lire en ligne )
Abraham Gagnebin, « Observations faites sur le système des autheurs de botanique et sur l'Ophris minima C.B. », Acta Helvetica Physico-Mathematico-Anatomico-Botanico-Medica, vol. 2,‎ 1753, p. 56-75 (lire en ligne )
Abraham Gagnebin, « Description d'une espèce de Myrrhis de montagne vivace », Acta Helvetica Physico-Mathematico-Anatomico-Botanico-Medica, vol. 3,‎ 1758, p. 109-120 (lire en ligne )
Abraham Gagnebin, « Du cerfeuil d'Espagne, ou musqué », Acta Helvetica Physico-Mathematico-Anatomico-Botanico-Medica,‎ 1758, p. 120-127 (lire en ligne )
(la) Johannes Hofer (fils) (en collaboration avec Abraham Gagnebin), « Tentaminis lithologici de polyporitis vel zoophytis petraefactis : Missus Primus », Acta Helvetica Physico-Mathematico-Anatomico-Botanico-Medica,‎ 1760, p. 169-211 (lire en ligne )
Abraham Gagnebin, « Description De la Grande Campanule, à feuilles très larges, & à fleur bleuë avec les variétés », Acta Helvetica Physico-Mathematico-Anatomico-Botanico-Medica, vol. 4,‎ 1760, p. 40-46 (lire en ligne )
Abraham Gagnebin, « Description De l'Étoile de Mer, où Poisson à étoile à quëus de Lézard petrifié, qui se trouve dans le Cabinet de Raretés des Frères Gagnebin de la Ferrière en Erguël, Évéché de Bâle en Suisse », Acta Helvetica Physico-Mathematico-Anatomico-Botanico-Medica, vol. 7,‎ 1772, p. 25-29 (lire en ligne )
Abraham Gagnebin, « Description de quelques pétrifications », Acta Helvetica Physico-Mathematico-Anatomico-Botanico-Medica, vol. 7,‎ 1772, p. 30-35 (lire en ligne )

## Hommages
- L'étoile de mer fossile Ophiura gagnebini (maintenant Enakomusium gagnebini),
- Le coquillage fossile Rostellaria gagnebini (maintenant Dicroloma gagnebini),
- Le coquillage fossile Nerinea gagnebini (maintenant Sculpturea gagnebini),
- Le genre de plante légumineuses Gagnebina.

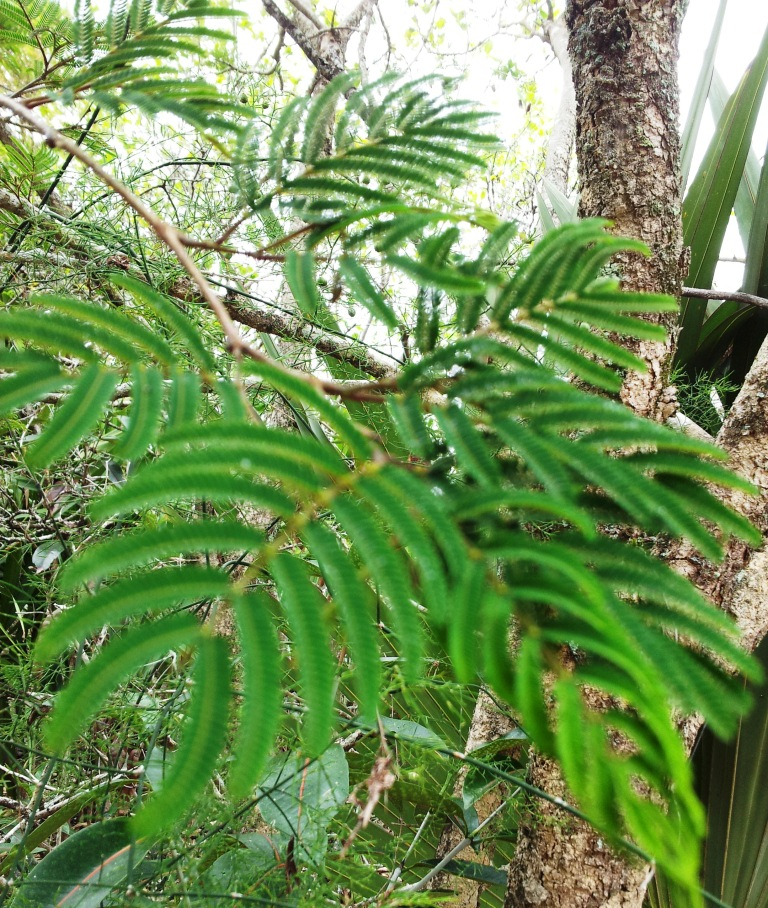
Gagnebina pterocarpa, une espèce du genre Gagnebina dont le nom est dédié à Abraham Gagnebin.

## Voir plus